# 미카미 아이

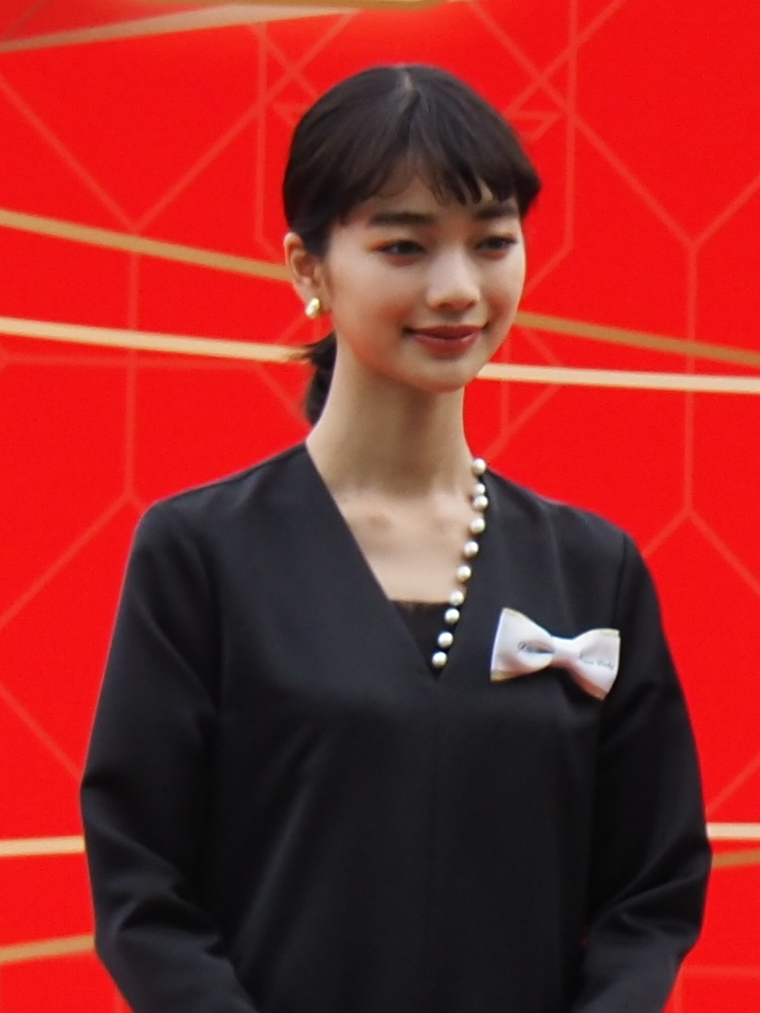
2023

미카미 아이( 見上 愛, 2000년 10월 26일 - )는 일본의 여배우이다.
일본 도쿄도 출신이고, 와타나베 엔터테인먼트 소속이다.

## 출연

### 텔레비전 드라마
- 보이스 110 긴급지령실 제7화 (2019년 8월 31일, 니혼TV) - 다카기 미치오의 딸 역 미스 지코초~천재 아마노 교수의 조사 파일~ 제3화 (2019년 11월 1일, NHK 종합) - 아이카 역  사랑은 계속될 거야 어디까지나 (2020년 1월 14일 - 3월 17일, TBS) - 타카즈 와카나 역  노기자카 시네마즈~STORY of 46~ 제5화 '결도' (2020년 2월 19일 후지TV) - 시노자키 마야 역  MIU404 제7화 · 최종화 (2020년 8월 7일 · 9월 4일, TBS) - 진마미오 역  6 from HIGH&LOW THE WORST (2020년 11월 19일 -, TBS) - 이치카와 마호 역  걸건레이디 (2021년 4월 7일 (6일 심야) - , MBS) - 키타모토 레이 역[1]

### 광고
- JR동일본 "가자, 토호쿠. 내츄럴하게, 가자" 겨울온천 편 (2021)

### WEB 드라마
- 노기자카 시네마즈~STORY of 46~ 제5화 「결도」(2020년 1월 22일 - , FOD) - 시노자키 마야 역[2]

### 영화
- 하이앤로우 더워스트 이치카와마호 역